# Todesstern

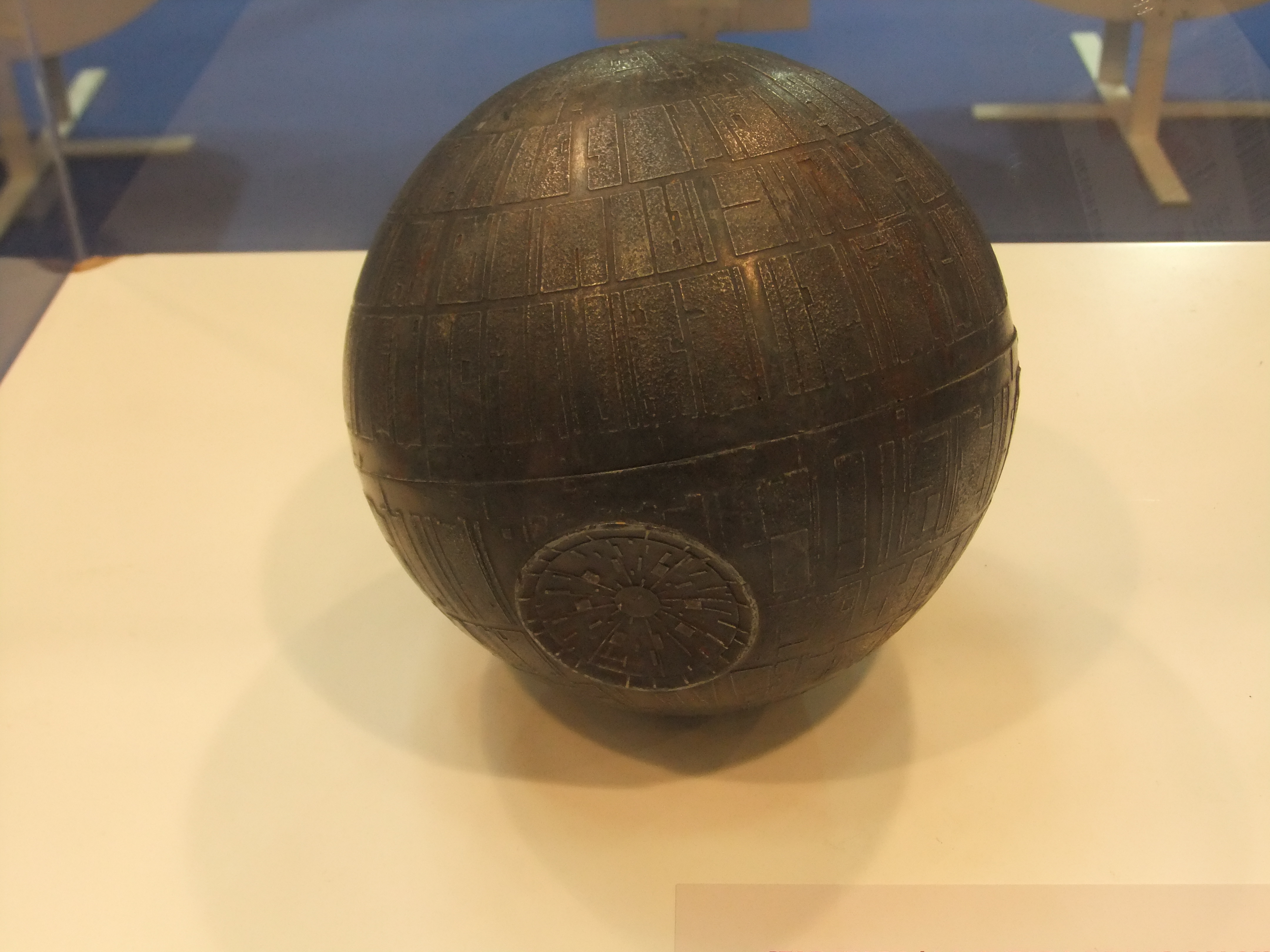
Modell des Todessterns (kopfstehend)

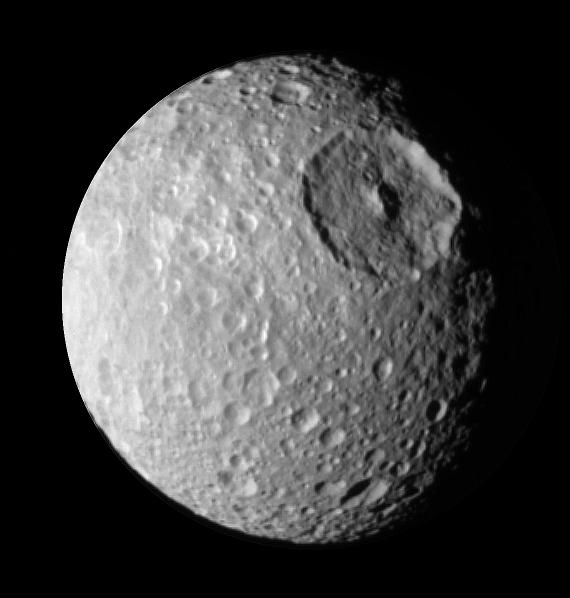
Saturnmond Mimas, aufgenommen von Cassini-Huygens am 2. August 2005

Todesstern (im englischen Original Death Star) ist ursprünglich die Bezeichnung einer riesigen Raumstation aus den Star-Wars-Filmen, deren Feuerkraft ausreicht, einen ganzen Planeten zu vernichten. Seit dem ersten Star-Wars-Film 1977 wird der Begriff „Todesstern“ mit verschiedenen Bedeutungen von den Medien und in der Popkultur verwendet. So benutzen mitunter selbst seriöse Organisationen den Begriff, etwa die NASA als populäre Bezeichnung für den dem fiktiven Todesstern ähnlich sehenden Saturnmond Mimas.

## Der Todesstern in Star Wars
In der Star-Wars-Trilogie von 1977 bis 1983 kommen zwei Todessterne vor. Sie stehen unter der Kontrolle des Galaktischen Imperiums. In Star Wars: Episode III – Die Rache der Sith (2005) sieht man am Ende den im Bau befindlichen ersten Todesstern. Im siebten Teil Star Wars: Das Erwachen der Macht (2015) wird das Konzept des Todessterns für die sogenannte Starkiller-Basis – ein Planet, der in eine rund 50-mal so große Superwaffe umgebaut ist wie die Todessterne – verwendet. Im Gegensatz zu den Todessternen des Imperiums nutzt die Basis Sonnenenergie, was ihr eine höhere Reichweite und größere Zerstörungskraft gibt.

### Der erste Todesstern
In Andor (seit 2022) wird der Super-Laser des ersten Todessterns allmählich fertig gestellt, nachdem bereits in Episode III der Bau der Raumstation beginnt. In Episode IV zerstört er den Planeten Alderaan, Heimatplanet der Rebellenführerin Leia Organa. In Rogue One: A Star Wars Story (2016) zerstört der Todesstern nach seiner erstmaligen Fertigstellung in einem Testlauf Jedha-City, die heilige Stadt auf dem Mond Jedha. Außerdem wird er während der Schlacht von Scarif genutzt.
Er hat einen Durchmesser von 160 Kilometern (frühere Angaben: 120 Kilometer). Nach der Zerstörung eines Planeten braucht der Reaktor jedoch einen ganzen Tag, um genug Energie für einen neuen Schuss aufzuladen. Am Ende des ersten Films (Episode IV) wird die Raumstation in einem Rebellenangriff durch Luke Skywalker vernichtet, nachdem von dem Wissenschaftler Galen Erso dort gezielt eine geheime Schwachstelle eingebaut wurde.

### Der zweite Todesstern
In Die Rückkehr der Jedi-Ritter, dem sechsten Teil der Star-Wars-Saga, baut das Imperium einen neuen Todesstern – Durchmesser nun 900 bzw. nach früheren Angaben 160 Kilometer –, der vom Waldmond Endor aus durch einen Schutzschild gegen Rebellenangriffe abgesichert wird. Den Rebellen gelingt es allerdings, den Schutzschild zu deaktivieren und den Todesstern erneut zu zerstören.

### Erwähnungen der Todessterne
- Filme:
  - Star Wars: Episode II – Angriff der Klonkrieger (1. Todesstern, nur als Bauplan-Hologramm)
  - Star Wars: Episode III – Die Rache der Sith (1. Todesstern, im Bau)
  - Star Wars: Episode IV – Krieg der Sterne (1. Todesstern)
  - Star Wars: Episode VI – Die Rückkehr der Jedi-Ritter (2. Todesstern, im Bau)
  - Star Wars: Episode VII - Das Erwachen der Macht (Konzept für die Starkiller-Basis, ältere erwähnt)
  - Star Wars: Episode IX – Der Aufstieg Skywalkers (2. Todesstern, Wrack)
  - Rogue One: A Star Wars Story (1. Todesstern, Beschaffung der Baupläne)
- Serien:
  - Andor (1. Todesstern, Bau des Super-Lasers)
  - The Bad Batch (1. Todesstern, Projekt Kleiner Stern)
- Computerspiele:
  - Star Wars: Battlefront (2015) (DLC) (1. Todesstern)
  - Star Wars: Battlefront II
  - Star Wars: Battlefront II (2017) (2. Todesstern)
  - Star Wars: Dark Forces
  - Star Wars: Empire at War
  - Star Wars: The Force Unleashed (1. Todesstern, im Bau)
  - Star Wars: X-Wing (Spieler nimmt am Angriff auf den 1. Todesstern teil)
  - Star Wars: X-Wing Alliance (Spieler nimmt am Angriff auf den 2. Todesstern teil)
  - Lego Star Wars: Die komplette Saga
  - Super Star Wars – Return Of The Jedi
  - Lego Star Wars: Die Skywalker Saga

## Der Todesstern in den Medien und in der Populärkultur

### Zitate in Musik und Film
- Im Film Clerks – Die Ladenhüter (1994) von Kevin Smith gibt es einen längeren Dialog, in dem über die Handwerker philosophiert wird, die durch die Zerstörung des zweiten, noch unfertigen Todessterns umgekommen sind, obwohl sie am interstellaren Konflikt eigentlich unbeteiligt waren.
- Im Katastrophenfilm Twister (1996) ruft ein Tornadoforscher beim Anblick eines zerstörerischen Riesen-Tornados spontan „Das ist kein Mond – das ist eine Raumstation“ – ein direktes Zitat Obi-Wan Kenobis beim Anblick des Todessterns in Krieg der Sterne.
- Im zweiten Teil der satirischen Austin-Powers-Filmreihe Spion in geheimer Missionarsstellung aus dem Jahr 1999 wird gezeigt, wie sehr Dr. Evil, der Antagonist des Titelhelden, durch „Kälteschlaf“ von der modernen Kultur isoliert ist, indem dieser mit einer für ihn absolut neuen, dem Todesstern ähnlichen Waffe gleichen Namens droht.
- Der Song Death Star der US-amerikanischen Musikgruppe The Presidents of the United States of America auf dem Album Freaked Out & Small von 2000 ist nach dem englischen Originalnamen benannt und spielt durch die Textzeilen „Somewhere deep inside / Shifty to the core / The tank is full and fuelled / By the Dark Side of the Force.“ auf den Gegenstand aus den Star-Wars-Filmen an.
- In der Fernsehserie Buffy – Im Bann der Dämonen bemalt ein Mitglied des Trios, der Hauptfeinde Buffys in der sechsten Staffel, das Einsatzfahrzeug mit einem Bild des Todessterns. Er entfernt es wieder, als er darauf hingewiesen wird, dass diese Bemalung für eine Undercoveraktion ungeeignet sei.
- Im Film Im Banne der Rouladenkönigin (2012) schlägt Sven seinem Kumpel Gilli vor, die Pläne des Todesstern zu verkaufen. Dies soll ihm die finanziellen Möglichkeiten eröffnen, um Jeanette bzw. ihren Vater zu beeindrucken.

### Zitate in der Presse
- In der Presse wird der „Todesstern“ gern als Metapher für eine große (vermeintlich) zerstörerische Kraft verwendet. Die Berliner Zeitung beschrieb Bill Gates 1998 als den „Mann vom Todesstern“.[2]
- In der Discovery-Channel-Dokumentation James Camerons Tauchfahrt zur Bismarck wurde das Schlachtschiff als „Todesstern seiner Zeit“ bezeichnet.
- Auch Enron beziehungsweise dessen Konzernzentrale wurde häufiger als „Todesstern“ bezeichnet, so auch im Spiegel.[3]
- Die TAZ schrieb im März 2006 vom „Todesstern Tschernobyl“.[4]
- In mehreren Fernsehproduktionen zur Astronomie wurden zerstörerische Kräfte im All wie Gammablitze als „Todesstern“ bezeichnet, zum Beispiel in der Produktion Death Star[5] des amerikanischen PBS beziehungsweise vergleichbaren Produktionen der BBC.

### Zitate im Internet
- Im MMOG OGame ist das stärkste Kampfschiff nach dem Todesstern benannt. Die Ähnlichkeit wird durch geringe Geschwindigkeit, enorme Schlagkraft und die ihm vorbehaltene Fähigkeit, Monde zu zerstören, unterstrichen. Außerdem war in einem der älteren Designs das Bild des originalen Todesstern I für das entsprechende Schiff zu sehen.
- 2013 stellten Kritiker des verschwörungstheoretischen Films Loose Change die siebenminütige Parodie Luke’s Change: An Inside Job ins Netz. Darin wird in enger Anlehnung an die Machart von Loose Change – Kamerafahrten über Fotografien, betont ernster Sprachduktus, Musik – die These vertreten, dass die Zerstörung des Todessterns nicht auf die Terrororganisation namens Rebellenallianz zurückgeführt werden könne, sondern vielmehr ein „Inside Job“ gewesen sein müsse, das heißt absichtliches Handeln eines hochrangigen Agenten des Imperiums selbst: Darth Vader.[6]

### Zitate in Computerspielen
- Im Computerspiel The Longest Journey gibt es einen Gegenstand (der wohl Teil des Kanalisationssystems war), der eine optische Ähnlichkeit mit dem Todesstern aufweist. Wenn man ihn anklickt, gibt die Protagonistin Filmzitate aus Star Wars wieder.
- Das Strategiespiel Master of Orion II: Battle at Antares hat Todessterne als die größte Raumschiffklasse (nach Fregatten, Zerstörern, Kreuzern, Schlachtschiffen und Titanen), die auch mit einem „Sternenkonverter“, einer Strahlenwaffe, mit der man einen Planeten vernichten kann, ausgestattet werden kann.
- Die Galactic-Civilizations-Spielreihe verwendet zu „Terrorsternen“ hochgerüstete Raumstationen, um ganze Planetensysteme auszulöschen.

## Petition zum Bau eines Todessterns
Am 14. November 2012 richtete ein amerikanischer Bürger eine Online-Petition an das Weiße Haus, mit dem Ziel, dass die USA Mittel und Ressourcen bereitstellen, um 2016 mit dem Bau eines Todessterns zu beginnen. Der Petent versprach sich von dem Projekt eine Stärkung der von der Finanzkrise gezeichneten US-Wirtschaft und eine Verbesserung der nationalen Verteidigung. Bis zum 14. Dezember mussten 25.000 US-Bürger die Petition unterzeichnen, am Vortag wurde die Unterstützerzahl erreicht. Die US-Regierung musste nun eine Stellungnahme zu der Petition abgeben.
Wirtschaftsstudenten der Lehigh-Universität in Pennsylvania errechneten, dass die Kosten für einen Todessterns mit 140 Kilometern Durchmesser allein für Stahl beim 13.000-fachen des Welt-Bruttoinlandsprodukts liegen würden, bei Preisen aus dem Jahr 2012. Die Produktion würde bei der derzeitigen Produktionsrate über 800.000 Jahre dauern.
Die Antwort der Regierung verwies auf die Sinnhaftigkeit, 850 Billiarden US-Dollar (umgerechnet 750 Billiarden Euro) an Steuergeldern für den Bau eines Todessterns auszugeben, dessen mangelnde Verteidigungsfähigkeit durch ein Ein-Mann-Raumschiff ausgenutzt werden könnte. Darüber hinaus unterstütze man nicht die Sprengung von Planeten.
Diese Aktion hat mittlerweile auch Nachahmer in Europa gefunden: Der YouTuber LeFloid stellte eine Petition zum Bau eines deutschen Todessterns. Der luxemburgische Zauberkünstler Christian Lavey reichte eine solche Petition im Luxemburger Parlament ein, die er in einem Radiointerview allerdings als Scherz verstanden haben wolle und aus Langeweile eingereicht hätte.

## Lego Star Wars Sets
Die Klemmbausteinmarke Lego produziert jedes Jahr eine Vielzahl von Bausätzen, die auf der beliebten Star-Wars-Filmreihe basieren. Seit der Einführung der Lego Star Wars Linie im Jahr 1999 hat sich diese Serie zu einer der erfolgreichsten und langlebigsten Franchises des Unternehmens entwickelt.
Jedes Jahr werden neue Lego Star Wars Sets veröffentlicht, die verschiedene Raumschiffe, Fahrzeuge, Schauplätze und Charaktere aus den Star Wars Filmen und Serien nachbilden. Diese Sets reichen von kleinen Baukästen bis hin zu riesigen Nachbildungen ikonischer Raumschiffe wie dem Millennium Falcon oder kleinen Dioramen wie die "Müllpresse im Todesstern™".